# Robert Dillon (3e baron Clonbrock)
Robert Dillon, 3e baron Clonbrock (29 mars 1807-4 décembre 1893), est un pair irlandais.

## Biographie

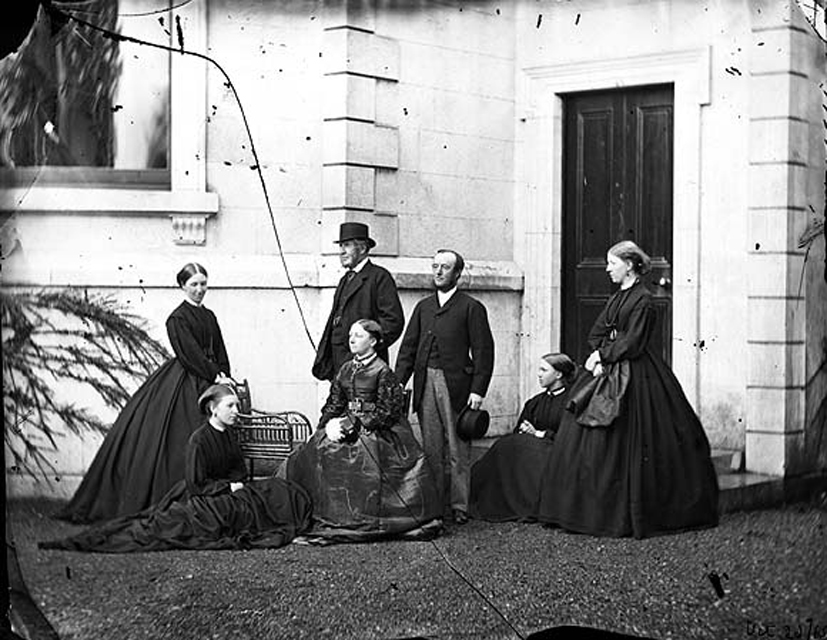
Portrait de famille Dillon, dont Robert Dillon.

Il est le fils de Luke Dillon, 2e baron Clonbrock, et d'Anastasia, fille de Joseph Blake (1er baron Wallscourt). Il fait ses études au Collège d'Eton et à Christ Church, Oxford. En décembre 1826, à 19 ans, il succède à son père dans la baronnie. Il s'agissait d'une pairie irlandaise et ne lui donnait pas droit à un siège automatique à la Chambre des lords. Cependant, en 1838, il est élu pair représentatif irlandais. En 1872, il est nommé Lord Lieutenant de Galway, poste qu'il occupe jusqu'en 1892.
Lord Clonbrock épouse Caroline Elizabeth, fille de Francis Spencer (1er baron Churchill), en 1830. Ils ont quatre fils et huit filles. Lady Clonbrock est décédée à Clonbrock en décembre 1864, à l'âge de 59 ans. Lord Clonbrock reste veuf jusqu'à sa mort en décembre 1893, à l'âge de 86 ans. Son fils, Luke Dillon (4e baron Clonbrock) lui succède. Sa sixième fille, Alice Elizabeth Dillon, épouse John Congreve en 1866 et s'installe au domaine de Mount Congreve (en).
Dillon est membre du Marylebone Cricket Club (MCC) et participe à 5 matchs de cricket de première classe entre 1832 et 1834, enregistrés sur des tableaux de bord sous le nom de Lord Clonbrock. Il totalise 13 points avec un score le plus élevé de 6.